# Ibafa
Ibafa (németül: Iwafa) község Baranya vármegyében, a Szigetvári járásban.

## Fekvése
A Dunántúli-dombságban, a Zselic keleti dombjai közt, Szigetvártól északkeletre, Horváthertelendtől  délre, Almáskeresztúrtól északkeletre, Almamelléktől keletre fekvő zsáktelepülés.

### Megközelítése
Közúton a 67-es főútról Szentlászlónál leágazó 66 117-es úton érhető el, 9,1 kilométer után. A közúti tömegközlekedést a Volánbusz autóbuszai biztosítják.

## Története
A falu első okleveles említése 1425-ből származik. Eredetileg birtokosa után, mely feltehetően német személynévből alakulhatott ki, Ibafalvának nevezték. A szigetvári vár 1566-os eleste után bekövetkezett török hódoltság alatt a falu hamar elnéptelenedett. A 18. század közepén horvátok, később németek telepedtek le.

## Közélete

### Polgármesterei
- 1990–1990: Arnold Péterné (független)[4]
- 1991–1994: Gyetvai József (független)[5]
- 1994–1998: Gyetvai József (független)[6]
- 1998–2002: Benes László (független)[7]
- 2002–2006: Benes László (független)[8]
- 2006–2010: Benes László (független)[9]
- 2010–2014: Benes László (független)[10]
- 2014–2019: Benes László (független)[11]
- 2019–2024: Benes László (független)[12]
- 2024– : Gondos Róbert (független)[1]

A településen 1991. január 6-án időközi polgármester-választást tartottak, mert a rendszerváltás utáni első, 1990 őszén megválasztott faluvezető leköszönt posztjáról. Arnold Péternét ugyanis az összeférhetetlenségi szabályok döntési helyzet elé állították: vagy a biztos állást jelentő tsz-elnöki munkáját választja, ami mellett csak társadalmi megbízatású polgármesterként tevékenykedhet, vagy főállásban vezeti a községet a következő választásig. Az időközi választásra az alpolgármester és egy vállalkozó jelöltette magát, de utóbbi a választás napja előtt visszalépett, így a lakosok csak egyetlen jelöltre szavazhattak.
Az önkormányzat címe: 7935, Ibafa, Kossuth utca 4., telefonszáma 73/554-033, faxszáma 73/554-034, e-mail címe: polgarmester@ibafa.hu.

## Egyházi közigazgatás

### Római katolikus egyház
A Pécsi egyházmegye (Pécsi püspökség) Szigetvári Esperesi Kerületébe tartozik. Önálló plébániával rendelkezik. A plébániatemplom védőszentje Szentháromság. Az ibafai plébániához tartozik filiaként Horváthertelend, Csebény, Korpád és Szabás.

## Népesség
A település népességének változása:
| Lakosok száma | 235  | 238  | 233  | 194  | 194  | 185  | 175  | 177  |
|               | 2013 | 2014 | 2015 | 2019 | 2021 | 2022 | 2023 | 2024 |

A 2011-es népszámlálás során a lakosok 86,4%-a magyarnak, 2,2% cigánynak, 1,3% németnek, 0,4% örménynek mondta magát (9,6% nem nyilatkozott; a kettős identitások miatt a végösszeg nagyobb lehet 100%-nál). A vallási megoszlás a következő volt: római katolikus 39%, református 4,8%, felekezeten kívüli 36,8% (19,3% nem nyilatkozott).
2022-ben a lakosság 80,5%-a vallotta magát magyarnak, 1,1% németnek, 0,5% cigánynak, 11,9% egyéb, nem hazai nemzetiségűnek (14,1% nem nyilatkozott; a kettős identitások miatt a végösszeg nagyobb lehet 100%-nál). Vallásuk szerint 18,9% volt római katolikus, 4,9% református, 1,1% egyéb keresztény, 16,8% felekezeten kívüli (57,8% nem válaszolt).

## Természeti értékek
- Liki-forrás
- Platánfa

## Nevezetességei
- Római katolikus (Szentháromság-) templom: 1865-ben épült.
- Kőkeresztek
- Alpár János szobra
- Millenniumi kopjafa rovásfelirattal
- Világháborús emlékmű
- Pipamúzeum
- Iba vitéz várának földsáncai

### Pipamúzeum
A hagyomány szerint Hangai (Schreier) Nándor, aki 1864 és 1905 között  volt a falu plébánosa, szeretett pipázni. Ez adta az ötletet barátjának, Roboz Istvánnak (kaposvári törvényszéki vizsgálóbíró, vármegyei tiszti főjegyző, újságíró, költő, a Somogy c. hetilap szerkesztője) a nyelvtörő-mondóka megírásához: „Az ibafai papnak fapipája van, tehát az ibafai papi pipa papi fapipa.”
Ennek a mondókának a felhasználásával írta később Komjáthy Károly 1931-ben az Ipafai lakodalom című háromfelvonásos operettjét, viszont az akkori plébánosnak, Sarlós Ferencnek nem volt pipája, ezért a hívek megajándékozták egy szép fapipával 1934-ben, amelyet Gerber Béla iparművész faragott, és amelyet a templom és a falu búcsúján adtak át. Ez indította el a hagyományt és a pipák gyűjtését, majd a Janus Pannonius Múzeum 1968-ban egy pipatörténeti kiállítást hozott létre Ibafán. Jelenlegi formáját az 1989-es újrarendezés során kapta.
A pipagyűjteményen kívül megtalálhatók egyéb dohányzással kapcsolatos kellékek, mint például: pipatömők, díszes dohány-, cigaretta- és gyufatartók. Többek között:
- az 1849-es alföldi pipafej, melyen Kossuth-címer látható;
- egy 1865-ben készült pipa, melyen Deák Ferenc reformpolitikus portréja fedezhető fel;
- Károlyi Mihály miniszterelnök pipája (1919-ből)

## Képek

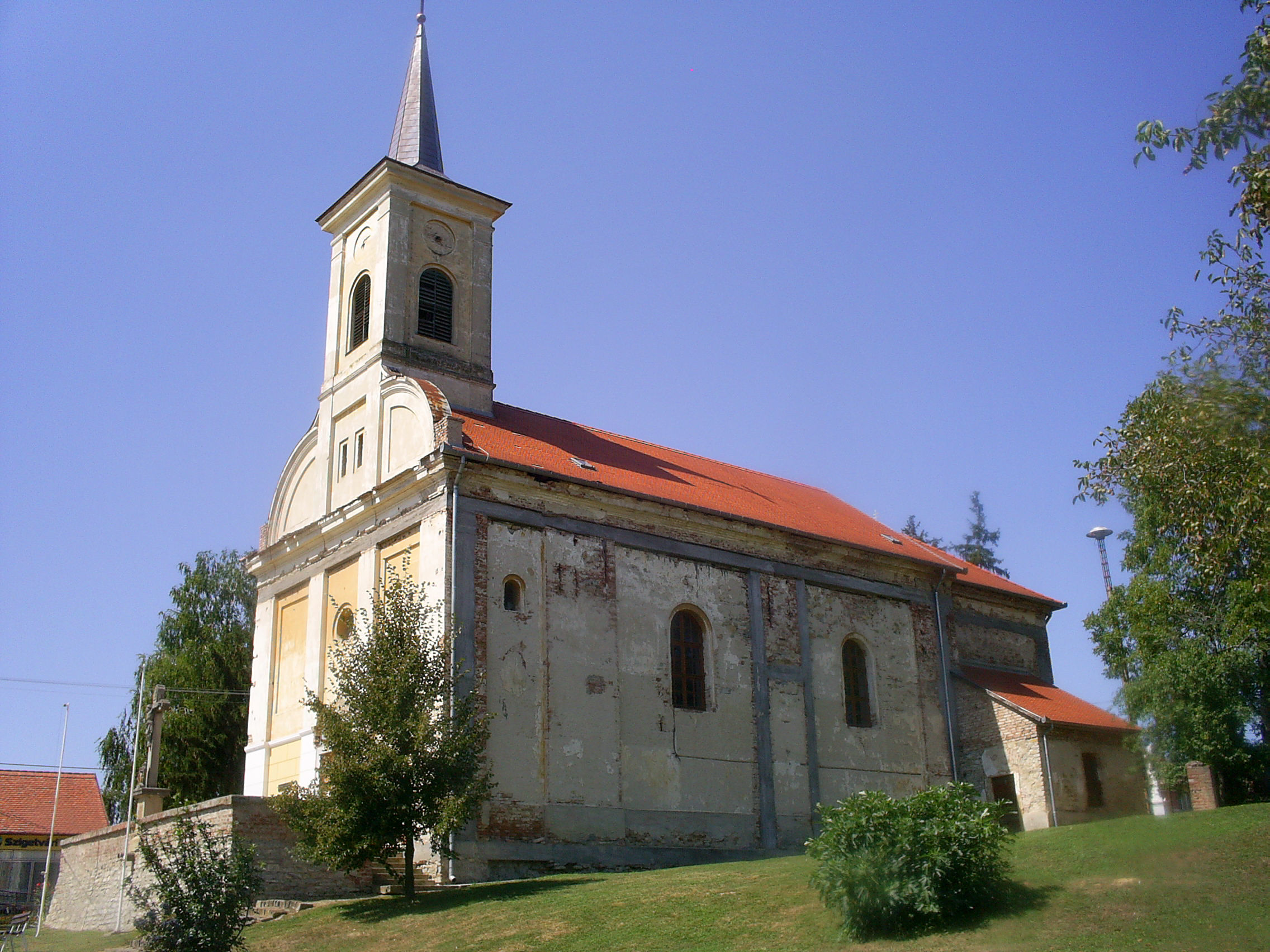
Római katolikus templom
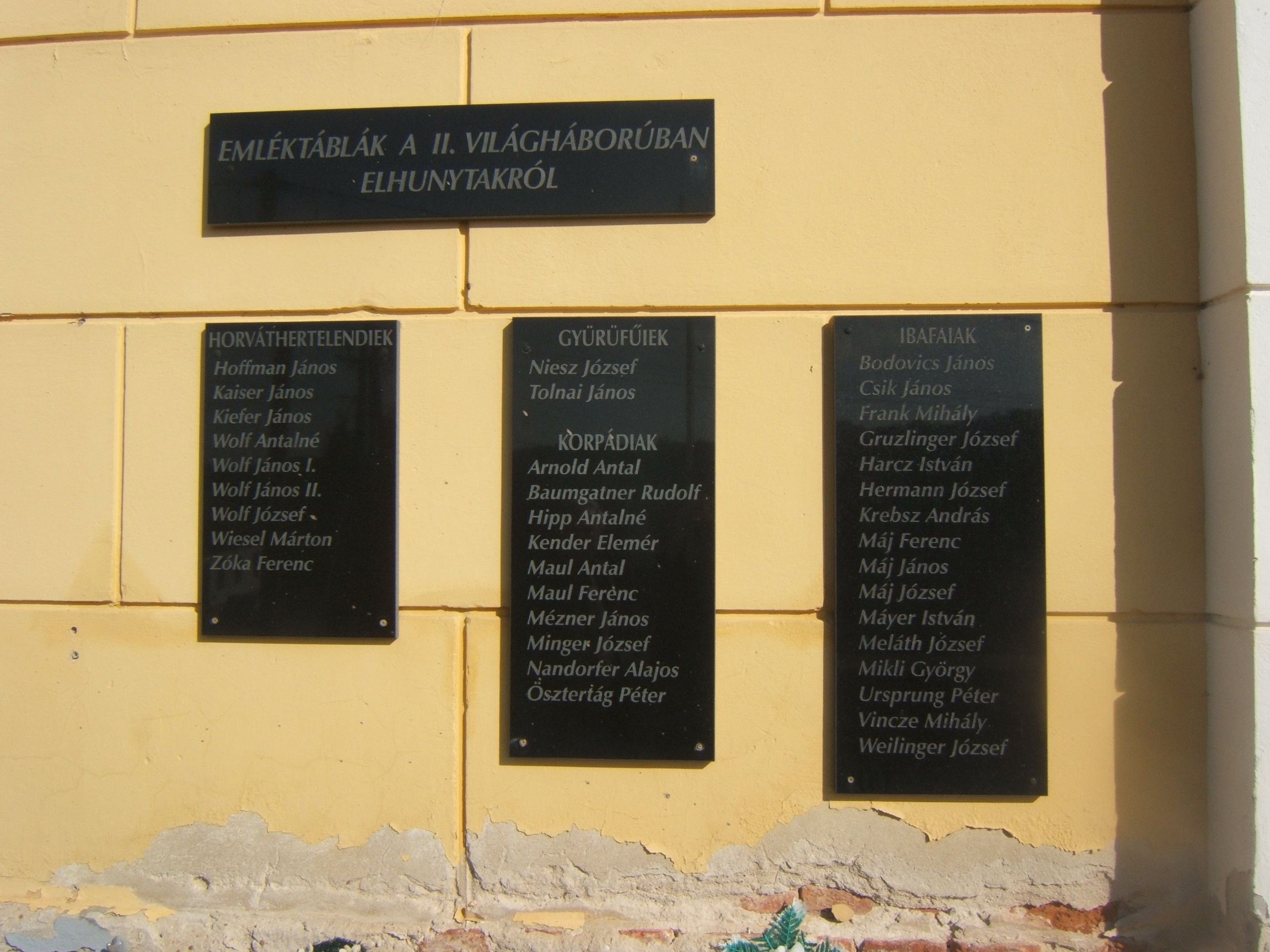
Világháborús hősök emléktáblái a templom falán
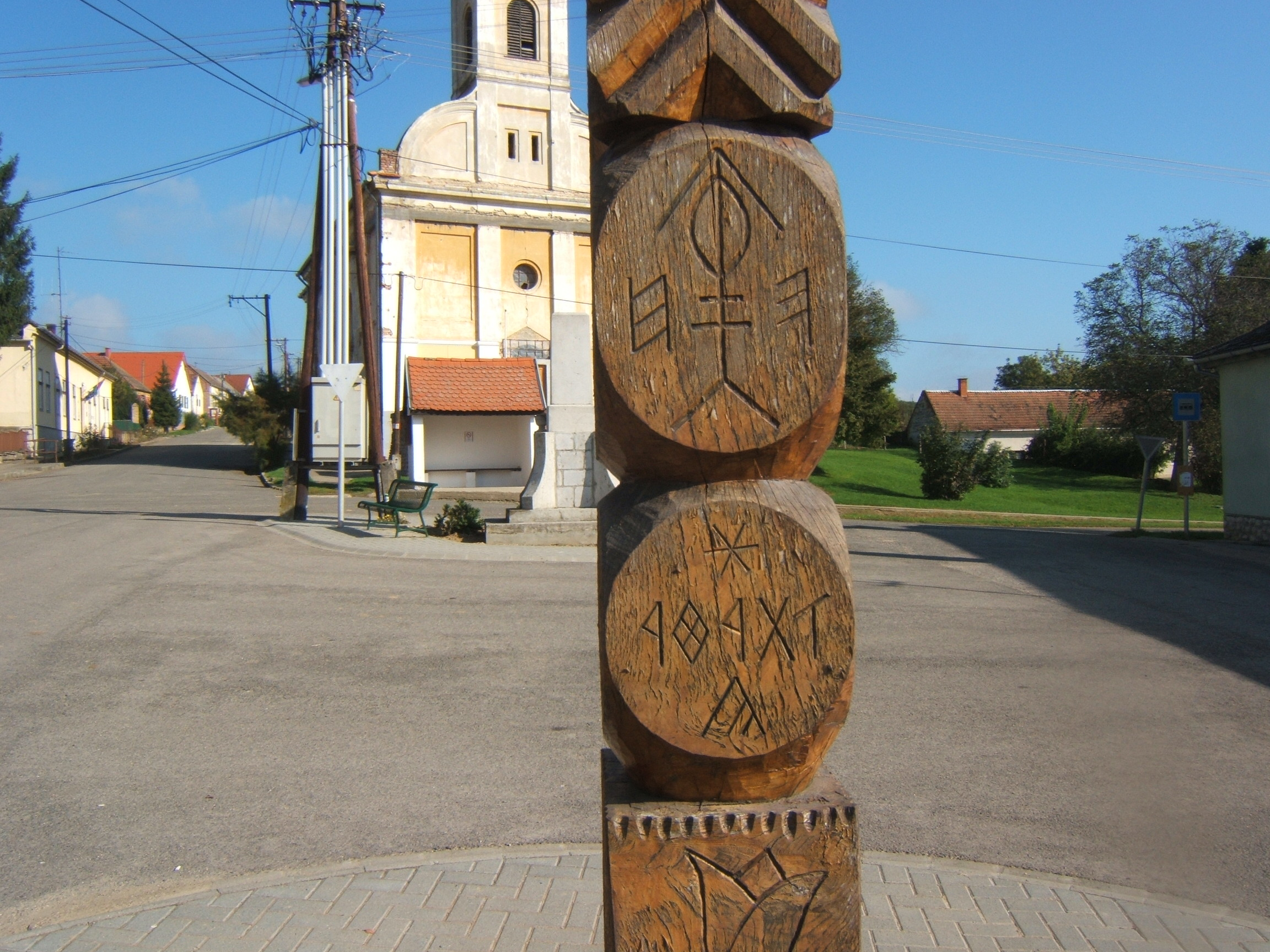
Rovásfeliratos kopjafa
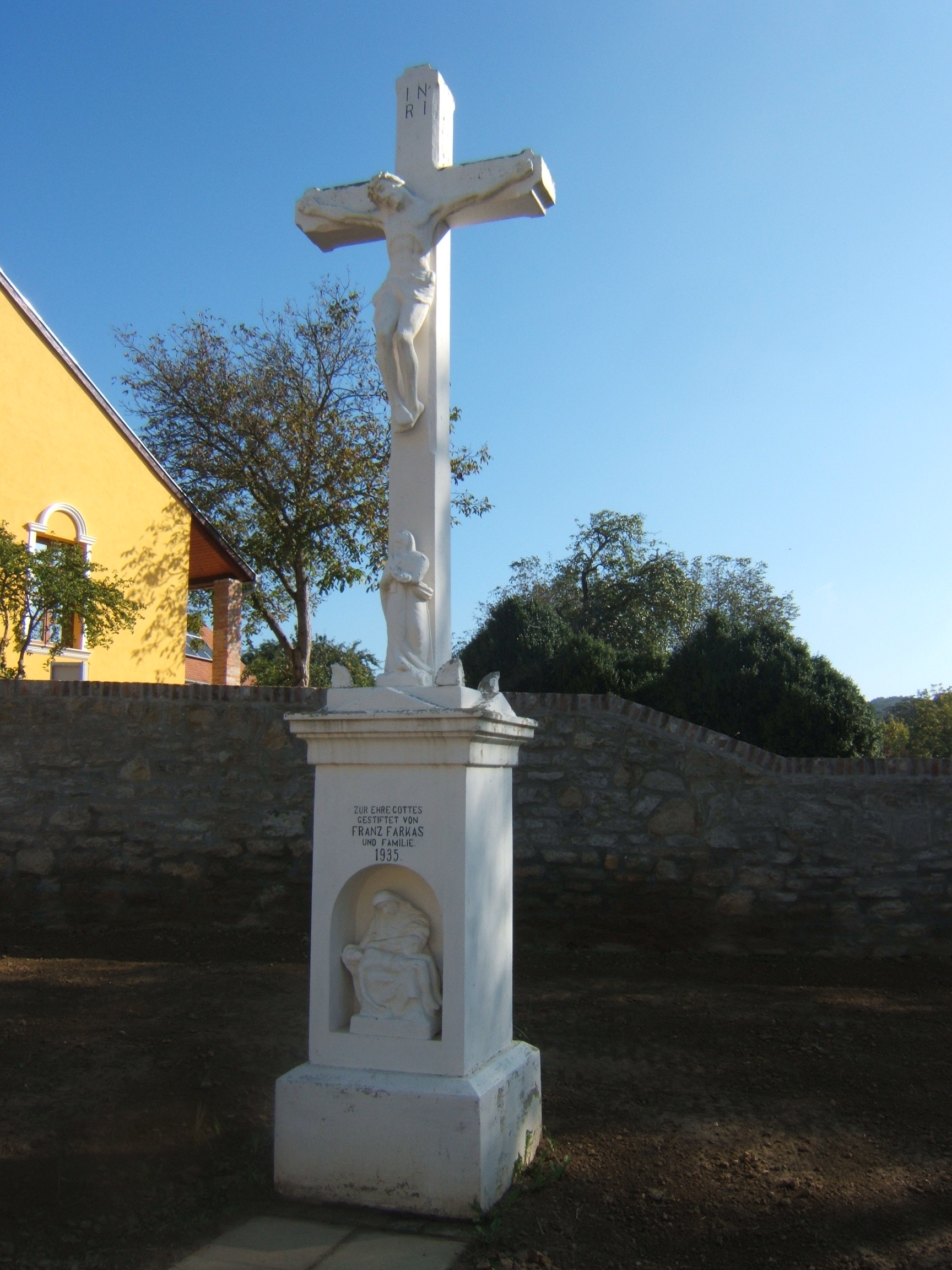
Kőkereszt (1935)
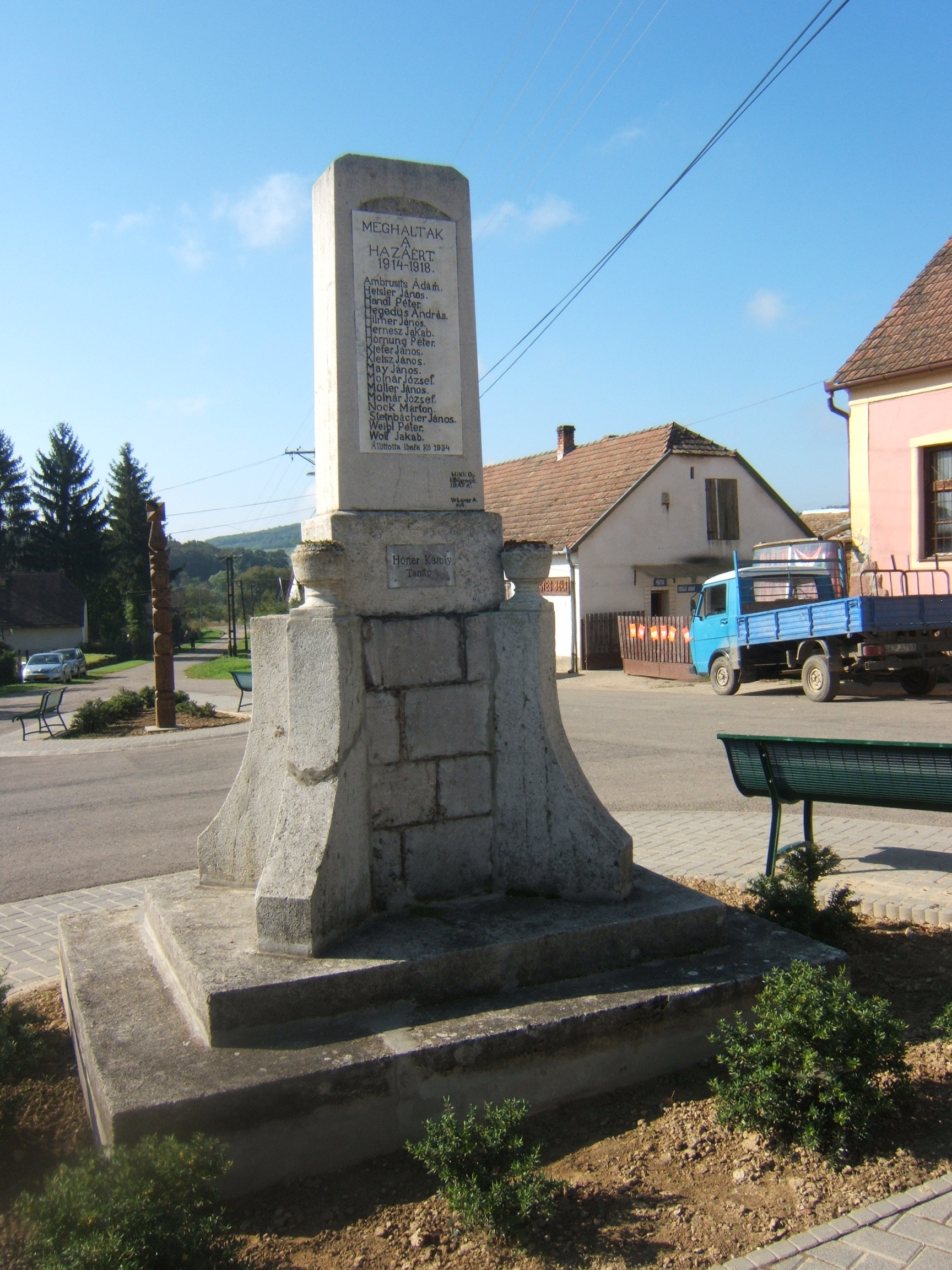
Világháborús emlékmű
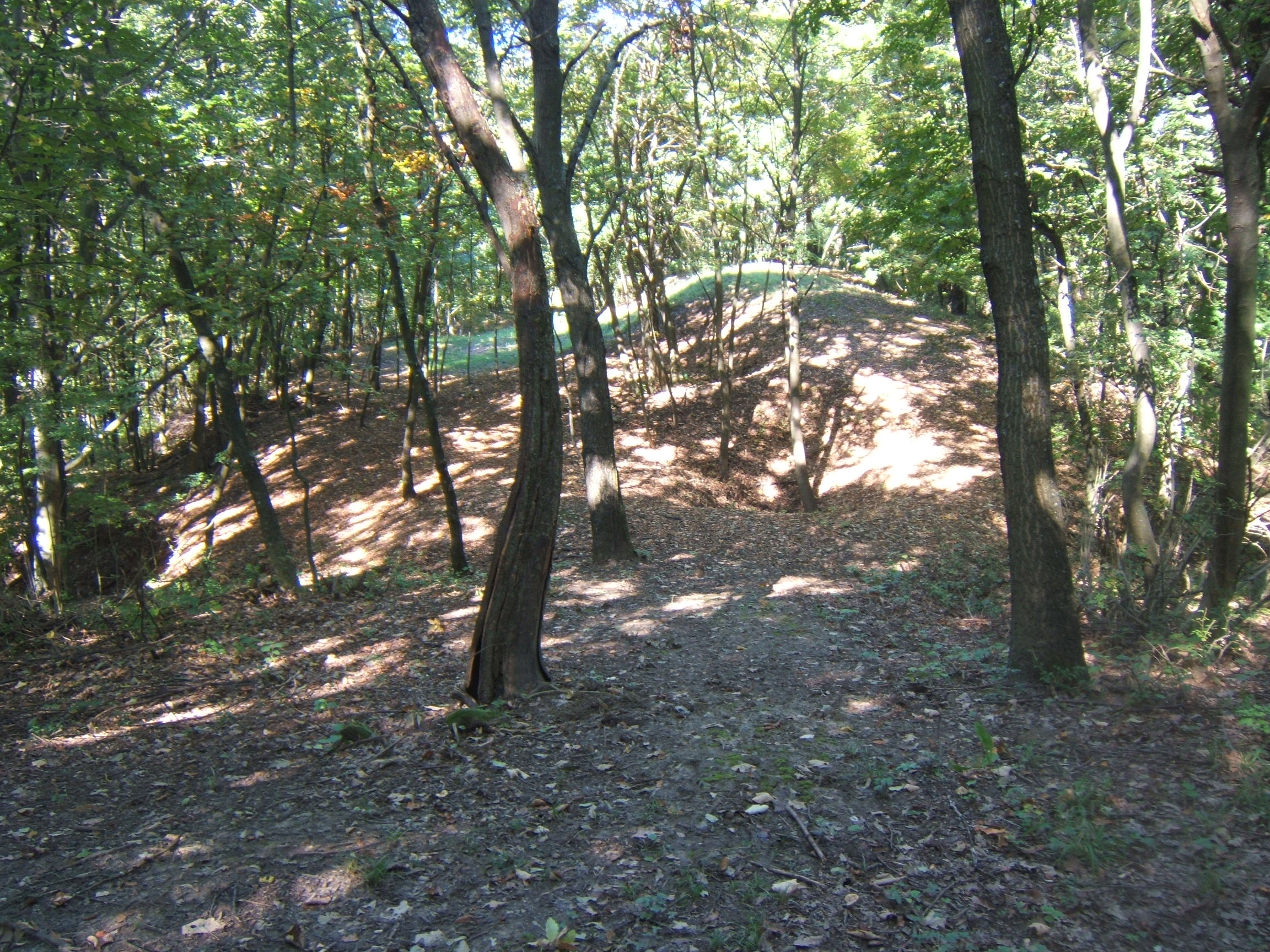
Iba vitéz várának földsáncai